# Lambertus Tollenaar
Lambertus Tollenaar (Utrecht, 5 april 1810 - aldaar, 16 april 1870) was een Nederlandse architect.

## Biografie
Samen met zijn zoon, Anthonius Tollenaar, maakte hij ontwerpplannen voor het Utrechtse rooms-katholieke Parochiaal Armbestuur in het kader van de Zeven Steegjes. In dit project zijn in meerdere bouwfasen tussen 1842 en 1867 zo’n 128 eenvoudige woningen gebouwd die een buurtje vormen. Een aanzienlijk deel daarvan is gewaardeerd als gemeentelijk monument.
Ook ontwierp Tollenaar in 1869 de dubbele villa in eclectische trant aan de Prinsen Bolwerk 9 te Haarlem. Deze is in 1999 aangewezen als rijksmonument. In 1867 maakte hij het ontwerp voor de transepten van de RK kerk H Dominicus in Utrecht. 

## Koninklijke onderscheiding
Op 15 januari 1830 ontving hij van Willem I der Nederlanden een koninklijke onderscheiding en getuigschrift uit handen van burgemeester van Utrecht Hubert Matthijs Adriaan Jan van Asch van Wijck. De onderscheiding was een gegraveerde Dubbelle Zilveren Medaille.